# Страна фей
«Страна́ фей» (англ. The Magical Legend of the Leprechauns) — телевизионный фильм в стиле фэнтези, снятый компанией Hallmark Entertainment в 1999 году. В главных ролях в фильме снимались Рэнди Куэйд, Колм Мини, Киран Калкин, Роджер Долтри и Вупи Голдберг.

## Краткое описание фильма
Сквозь весь фильм проходят две главные сюжетные линии, время от времени пересекающиеся между собой. Первая — история американского бизнесмена, который с деловыми целями посещает Ирландию, но неожиданно для самого себя вступает в контакт с её волшебными обитателями — лепреконами и феями, а также находит здесь свою настоящую любовь; вторая история посвящена несчастной любви двух сказочных персонажей — феи-принцессы Джессики и лепрекона Микки, сына старейшины местных лепреконов Шимуса Мулдона, в силу своего происхождения находящихся по разные стороны магической войны.
В фильме содержится множество отсылок и параллелей с сюжетом знаменитой пьесы Уильяма Шекспира «Ромео и Джульетта» (соперничество двух семейств, встреча влюблённых на балу, убийство брата Джессики и даже совместное отравление влюблённых). Однако, в отличие от первоисточника, фильм завершается «традиционным» хэппи-эндом.
Музыкальной темой фильма является песня Эммы Таунсхенд «We Can Fly Away».

## Сюжет
Американский бизнесмен Джек Вудс якобы хочет провести спокойный отпуск в сонном ирландском городке Керри и снять здесь небольшой коттедж. Он переработал и хотел использовать свой отпуск, чтобы отдохнуть. Во время пробежки он видит местную ирландскую красотку Кейтлин Фитцпатрик, которая купалась обнажённой. Кейтлин обнаруживает, что тот за ней подсматривает, и прогоняет его, но Джек сражён её красотой. Этим же вечером Джек пытается утопить свои печали в ирландском виски, когда замечает обычно невидимого лепрекона. Они борются за бутылку виски, и Джек падает, теряя сознание. На следующее утро он видит маленького человечка ещё раз и гонится за ним к реке, в которую лепрекон и падает. Джек прыгает за ним и спасает ему жизнь (потому что вода — это единственное, что может убить бессмертного лепрекона). Шимус Мулдон, спасённый лепрекон, становится новым другом Джека. Шимус представляет Джека своей жене Мэри и своему сыну Микки и показывает ему волшебный мир лепреконов.
Волшебные существа (в число которых входят и лепреконы) — это счастливые существа, которые любят подшутить над другими, а больше всего — над высокомерными снобами-феями. Лепреконы и феи враждуют веками, но однажды Великая Банши объявляет, что они должны закончить борьбу.
На лицензионном DVD фильм в России выпустила фирма «CP Digital».

## Актёры

### В главных ролях
- Рэнди Куэйд — Джек Вудс, американский бизнесмен
- Орла Брейди — Кэтлин Фицпатрик, местная жительница
- Колм Мини — Шимус Мулдон, старейшина лепреконов
- Зои Уонамейкер — Мэри Мулдон, его жена
- Дэниэл Беттс — Микки Мулдон, его наследник (основан на Ромео Монтекки)
- Кэролайн Карвер — Джессика, принцесса фей (основана на Джульетте Капулетти)
- Вупи Голдберг — Великая Банши

### В ролях
- Лепреконы:
  - Тони Карран — Шон Дивайн
  - Кевин Маккид — Джерико О’Греди
  - Киран Калкин — Барни О’Греди, его младший брат
- Феи (в русском переводе также называются и эльфами):
  - Роджер Долтри — Борик, король фей
  - Гарриэт Уолтер — Мора, его супруга и королева фей
  - Джонатан Фирт — граф Гроган, брат принцессы Джессики
  - Филлида Ло — леди Маргарет, воспитательница принцессы Джессики
  - Фрэнк Финлей — генерал Булстрод, предводитель войска фей
- Прочие волшебные существа:
  - Стивен Мур — сэр Дженти, дядюшка Микки и главный болотный масляный дух

В одной из версий русскоязычного дубляжа фильма, предназначенного для демонстрации по телевидению, лепреконы (англ. leprechaun) ошибочно называются троллями, а феи (англ. fairy) — эльфами.